# Robert Boyle

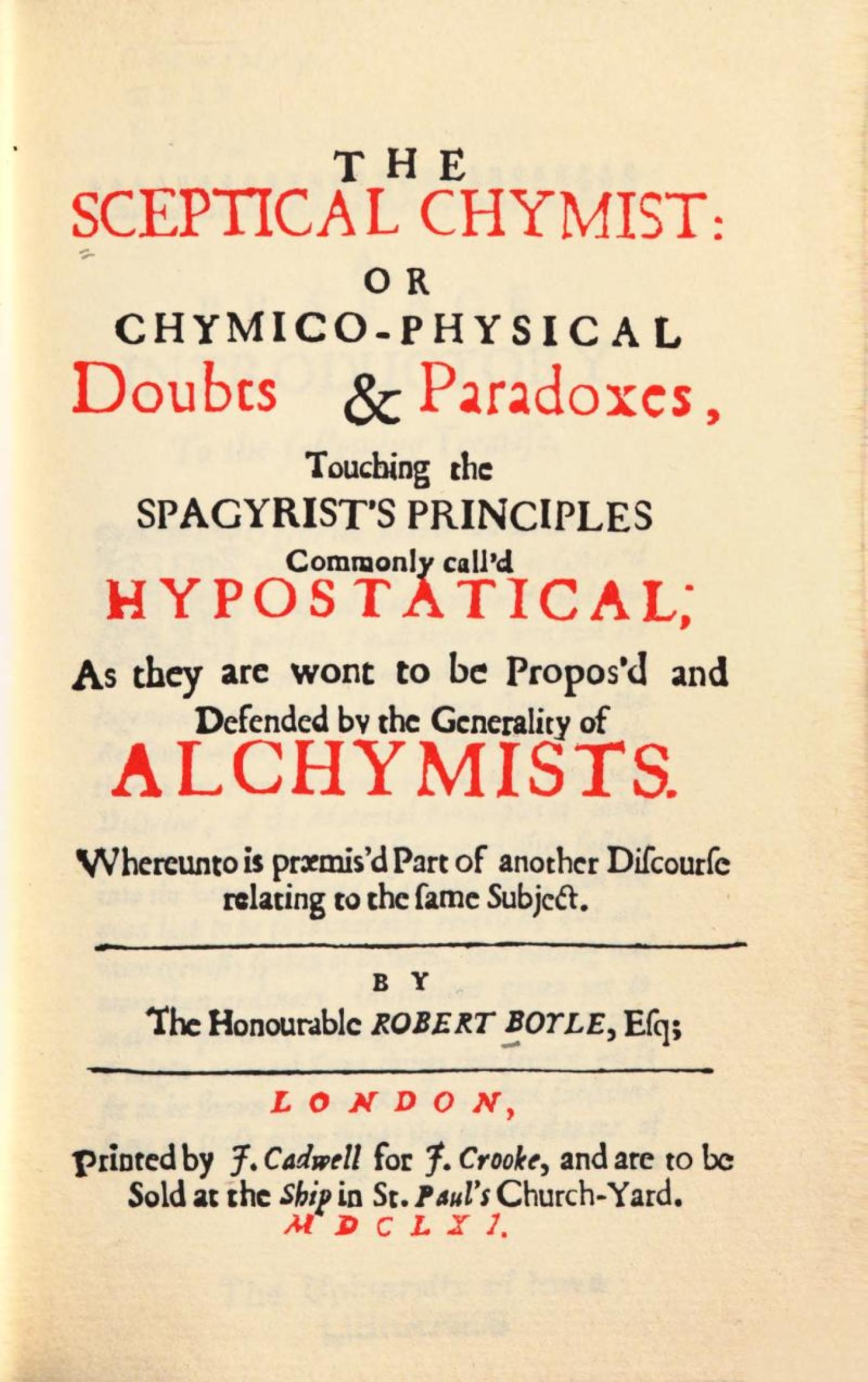
The Sceptical Chymist, 1661, strona tytułowa

Robert Boyle (ur. 25 stycznia 1627 w Lismore w Irlandii, zm. 30 grudnia 1691 w Londynie) – brytyjski chemik i fizyk.

## Życiorys
Był synem angielskiego arystokraty Richarda Boyle’a. Wykształcenie zdobył w Eton College oraz u prywatnych nauczycieli podczas podróży po Szwajcarii i Włoszech. W trakcie jego pobytu we Florencji zmarł Galileusz. W 1644 roku powrócił do Anglii, gdzie uczestniczył w spotkaniach grupy uczonych, które później doprowadziły do powstania The Royal Society („Invisible College”). W roku 1652 zamieszkał w odziedziczonych po ojcu posiadłościach w Irlandii. W latach 1656–1668 mieszkał w Oksfordzie, a od roku 1668 na Pall Mall w Londynie u siostry Lady Ranelagh.
W 1661 roku podał nowoczesną definicję pierwiastka chemicznego. Rozwinął chemiczną analizę jakościową, zastosował wskaźnik umożliwiający rozróżnienie roztworów kwasów oraz zasad. Niezależnie od Edme Mariotte’a sformułował tzw. prawo Boyle’a-Mariotte’a.
Jest autorem książki The Sceptical Chymist („Sceptyczny chemik”), w której przedstawił swoje poglądy na temat materii. Jej pierwsze wydanie było anonimowe.